# Belgisch-Nederlandse kandidatuur voor het wereldkampioenschap voetbal 2018
België en Nederland hadden zich officieel kandidaat gesteld voor de organisatie van het wereldkampioenschap voetbal 2018. Op 2 december 2010 maakte FIFA-voorzitter Sepp Blatter bekend dat het WK naar Rusland zou gaan.

## Geschiedenis

### Eerste fase
In een interview in 2006 zei de voorzitter van de Nederlandse voetbalbond KNVB, Jeu Sprengers, dat de KNVB er positief tegenover staat om het WK samen met België te organiseren. De Belgische "Bid president" Alain Courtois, die samen met Harry Been verantwoordelijk was voor het Europees kampioenschap voetbal 2000 dat door beide landen werd georganiseerd, kondigde al in 2006 aan dat Nederland en België zich kandidaat gingen stellen. Dit leidde tot enig hoofdschudden in Nederland, want daar was men zo ver nog niet.
Op 5 juli 2007 legde de KNVB het plan aan de Nederlandse premier Balkenende voor en deze noemde het "een prachtig idee". Toen ook de Nederlandse regering besloot de kandidatuur definitief te steunen, stelden beide landen zich officieel kandidaat bij de FIFA.
Op 14 november 2007 heeft een delegatie van de Belgische en de Nederlandse voetbalbond de plannen voorgelegd aan de FIFA. KBVB-voorzitter François De Keersmaecker en KNVB-voorzitter Jeu Sprengers spraken met de voorzitter van de FIFA, de Zwitser Sepp Blatter. Die laatste reageerde positief op de plannen. Hij benadrukte dat beide landen al FIFA-lid waren vanaf het allereerste begin. Eerder maakte de FIFA bekend niet zo positief te staan tegenover duo-organisaties. Maar Blatter gaf tijdens de ontmoeting wel aan dat dat in dit geval geen probleem is omdat ze zich als één organisatiecomité presenteren en dat het duo zich al had bewezen bij de organisatie van het Europees kampioenschap in 2000. De plannen omvatten ook de deelname van Luxemburg zodat eigenlijk de Benelux de gastheer is. De Luxemburgse rol zou zich echter beperken tot de organisatie van een FIFA-congres. De wedstrijden worden alleen in België en Nederland gehouden.

### 2009 - 2010
Tot en met 2008 hadden de Belgische en de Nederlandse bond een aparte voorbereidende commissie. Die commissies werden in maart 2009 in elkaar geschoven in de stichting "kandidatuur België/Nederland WK 2018/2022". Deze stichting werkte het bidboek uit en diende dit in bij de FIFA. In de stichting heeft elke bond vier vertegenwoordigers. De beide bondsvoorzitters François De Keersmaecker en Michael van Praag zijn de co-voorzitters. Nederlander Harry Been is bestuursvoorzitter (CEO), de Belg Alain Courtois is senior director. Beiden waren direct betrokken bij de organisatie van het EK van 2000. De Nederlander Henny Smorenburg is een van de managers. Hij was eerder toernooidirecteur van het EK zwemmen 2008. De commissie heeft haar hoofdkwartier in Eindhoven. Als communicatieadviseur voor de WK-kandidatuur is het bureau Hill & Knowlton ingehuurd. Dat bureau was eerder succesvol met de olympische kandidaturen van Londen en Athene.
Het Benelux-parlement steunt de kandidatuur, zo werd in juni 2009 bekend, nadat Courtois en Smorenburg daar de stand van zaken presenteerden. De kandidatuur werd op 14 mei 2010 officieel ingediend bij de FIFA.

## Financiën
In juli 2009 maakte het Nederlandse kabinet bekend 4,5 miljoen euro te investeren in de WK-kandidatuur. Dit bedrag maakt onderdeel uit van een bedrag van 13,5 miljoen euro dat de overheid investeert in de kandidatuur van zowel het WK-voetbal als de Olympische Spelen van 2028. De Belgische regering legde eerder ook datzelfde bedrag op tafel voor de WK-organisatie, zodat de totale investering van beide overheden 9,0 miljoen euro is.
In september 2009 gaf Been aan dat hij uitgaat van een begroting van 12 miljoen euro. Naast de genoemde overheidsbijdrage is er nog geld overgebleven van de organisatie van het EK 2000 en zullen grote sponsoren geld bijdragen. Als sponsoren van deze bidfase werden in september 2009 vijf grote bedrijven gepresenteerd: BAM, ING, KLM, PricewaterhouseCoopers en Randstad.

## Ambassadeurs
De Franse oud-voetballer Christian Karembeu, afkomstig van Nieuw-Caledonië, werd in juni 2009 aangesteld als "speciale raadgever" van de kandidatuur. Volgens Courtois "staat een man als Karembeu ook voor multiculturaliteit, sociale integratie en de kracht van de kleine voetballanden, precies drie zaken waar we in onze kandidatuur heel sterk de nadruk op leggen." In juli 2009 werd duidelijk dat Johan Cruijff als ambassadeur voor de kandidatuur van Nederland en België ingezet zal worden. In september werden daar nog namens België de voetballers Paul Van Himst en Enzo Scifo, atlete Kim Gevaert en tennisser Justine Henin aan toegevoegd en namens Nederland de voetballers Ruud Gullit en Daphne Koster en de zwemmer Pieter van den Hoogenband. Voormalig doelman Jean-Marie Pfaff werd in november 2009 als ambassadeur gepresenteerd. Later werden onder andere Johan Cruijff, Guus Hiddink ambassadeur, beiden met een belangrijke rol in de kandidatuur.

## Stadions
De FIFA eiste begin 2009 dat er in ongeveer 12 stadions wordt gespeeld met een minimumcapaciteit van 40.000 toeschouwers voor de groepswedstrijden en 80.000 voor de opening en de finale. Een paar maanden eerder werd nog gesproken over 10 stadions met een minimumcapaciteit van 44.000 toeschouwers waarvan drie met een minimum van 66.000.
Al in 2008 gaven zeven steden in België en zes steden in Nederland aan om een WK-stadion te willen bouwen. Bij de presentatie van de kandidaatspeelsteden in november 2009 bleek dat alleen Utrecht geen kandidaat was. Overigens werd bij de presentatie gemeld dat mogelijk nog andere steden gepresenteerd zouden worden. Er waren zeven kandidaatspeelsteden in België en vijf in Nederland. Omdat Amsterdam en Rotterdam elk twee potentiële stadions hadden, waren in beide landen zeven stadions beschikbaar.
De volgende tabel geeft een overzicht van de kandidaatsteden.
| België     | België                     | België                 | België     | België            |
| Stad       | Stadion                    | Status                 | Capaciteit | Investering (US$) |
| ---------- | -------------------------- | ---------------------- | ---------- | ----------------- |
| Antwerpen  | Port of Antwerp Stadium    | nieuw                  | 41.647     | 175 miljoen       |
| Brugge     | Chartreuse Stadion         | nieuw                  | 45.000     | 185 miljoen       |
| Brussel    | Brussels Stadium           | nieuw                  | 88.000     | 400 miljoen       |
| Charleroi  | Stade du Pays de Charleroi | nieuw                  | n.n.b.     | 160 miljoen       |
| Genk       | Cristal Arena              | renovatie              | 44.000     | 80 miljoen        |
| Gent       | Ghelamco Arena             | nieuw                  | 44.000     | 165 miljoen       |
| Luik       | Sclessin                   | renovatie              | 44.000     | 110 miljoen       |
| Nederland  |                            |                        |            |                   |
| Amsterdam  | Amsterdam ArenA            | renovatie              | 65.000     | 125 miljoen       |
| Amsterdam  | Olympisch Stadion          | tijdelijke uitbreiding | 45.000     | 74 miljoen        |
| Eindhoven  | Philips Stadion            | renovatie              | 45.000     | 125 miljoen       |
| Enschede   | De Grolsch Veste           | renovatie              | 44.000     | 80 miljoen        |
| Heerenveen | Abe Lenstra Stadion        | renovatie              | 44.000     | 96 miljoen        |
| Rotterdam  | Nieuwe Kuip                | nieuw                  | 85.900     | 615 miljoen       |
| Rotterdam  | Stadion Feijenoord         | gereed                 | 51.577     | 0                 |

## Kritiek
De bieding van de Belgisch-Nederlandse kandidatuur heeft in de beide organiserende landen grote kritiek over zich heen gekregen omdat er vergaande toezeggingen gedaan zijn in het bidbook. Zo wordt de FIFA vrijgesteld van alle belastingen terwijl dat volgens Nederlandse en Europese wetgeving niet toegestaan is. Daarnaast moeten er wegen of rijstroken vrijgemaakt worden voor spelers, FIFA-vertegenwoordigers, gasten en VIP's en moet luchthavens toegestaan worden om 's nachts vluchten te laten plaatsvinden.
Daarnaast was er ook kritiek uit de hoek van de milieubewegingen, vanwege de grote druk op het milieu van zo'n organisatie.